# Geranomyia tonnoiri
Geranomyia tonnoiri là một loài ruồi trong họ Limoniidae. Chúng phân bố ở miền Australasia.